# Di mamma non ce n'è una sola
Di mamma non ce n'è una sola è un film del 1974 diretto da Alfredo Giannetti.

## Trama
Il conte Marcello di Tarcento è il rampollo di una nobile e ricca famiglia, ossessionato e legato in maniera morbosa da sua madre, la bellissima contessa Elisabetta di Tarcento. Morta improvvisamente a seguito di un incidente, le subentrerà una intraprendente ragazza che ne prenderà il posto.